# 文華新村
文華新村（英語：Man Wah Sun Chuen）是香港一個舊式住宅屋苑，位於九龍油麻地渡船角佐敦道與渡船街交界，發展商是嘉年地產。於1964年至1970年間落成。

## 歷史

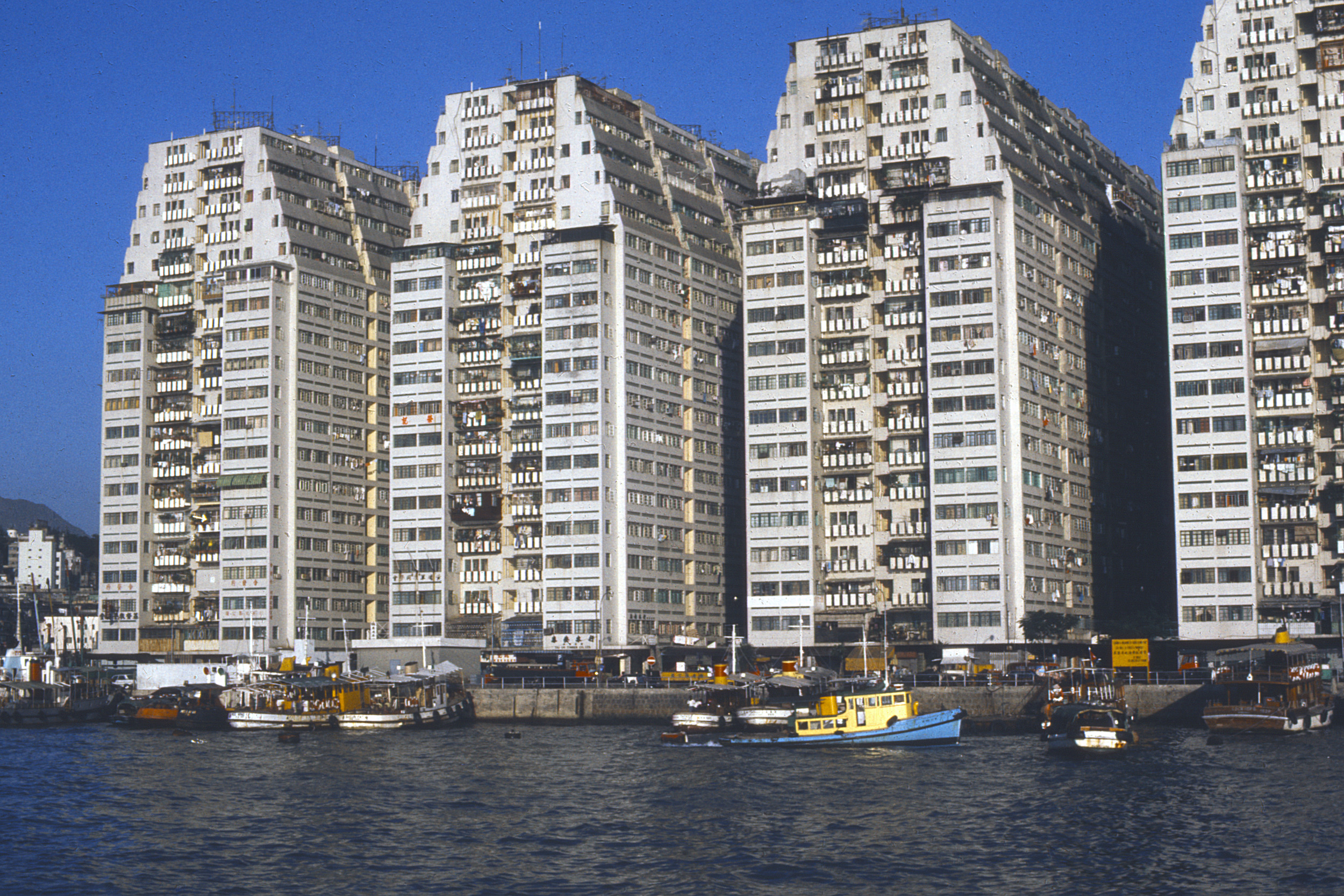
1976年時的文華新村

文華新村是由8座綜合用途建築物組成，由甘洺建築師樓（Eric Cumine Associates）設計，全部以「文」字為首，因此又有「八文樓」之稱。文華新村前身是油麻地碼頭倉庫及中華煤氣公司的舊煤氣廠，嘉年地產在1955年將之購入，並於1961年發展成住宅大廈，在興建時稱之為「嘉年新樓」。由於鄰近當時的佐敦道碼頭及巴士總站，交通方便，曾吸引不少中產階級人士居住。在開售的時候，文華新村的3,000多個單位以接近1.6億售出，令發展商獲得不菲的利潤。
文華新村8座大廈間，全部有街道通達，大廈像「田」字形般排列，並為適應街影法而設計成高層退台。文華新村是九龍西岸第一個大型臨海屋苑，其三面環海，部分單位更享有全海景。直至1990年代中期，政府進行西九龍填海工程，屋苑變成被陸地包圍。但儘管如此，由於文華新村一帶的填海地仍未有進行住宅或商業建築，較高樓層的位置在能見度高的時候仍能清晰眺望到中環一帶的海岸線，故在樓價上仍然比很多居屋，甚至比其他新型私人住宅昂貴。
市區重建局於2022年公佈《油旺地區規劃研究》結果，內容提到文華新村將會重建成「西九龍門戶」的地標式綜合發展區，目標發展為高端甲級寫字樓、零售商業、酒店、文化藝術及住宅等混合用途。過程中地積比會轉移至其他具重建潛力的地盤，亦打算整合地盤街道（又俗稱「殺街」）以用盡空間。

## 近況
2003年12月24日凌晨3時許，特別任務連破門進入文景樓1229室逮捕賊王季炳雄，並在單位內發現大批槍械及手榴彈，成為當時一大新聞。文華新村的獨特環境亦成為不少電影的拍攝場地，例如由杜琪峰執導的《大事件》，便曾在文華新村取景。
2009年隨西鐵綫柯士甸站通車，新站與八文樓僅為3分鐘步程，令交通狀況提升，自此更多名食店進駐區內。至2014年，八文樓飲食名店包括棠記腸粉、隨變雞煲、重慶燒、老趙越南餐廳、世界100必食點點心、添記法式三文治、生蠔酒吧等等各式食肆，再加上其他特色美食如印度咖哩、東南亞美食、皇室甜品、牛腩王、高級私廚菜 Raymond's Kitchen等，令該區晚間頓變成如港島天后大坑的美食社區。
由於位置優越方便自由行到旺角、尖沙咀購物，加上「八文樓」以實用率高見稱，實用665呎三房兩廳的單位比新樓1000呎的單位更大，而且長方形開則令地方更見使，亦因此近年吸引大批旅館投資者設舍，令該區租務及樓價加升，賓館經營情況日趨激烈。
隨廣深港高鐵通車以及豪宅 The Austin 相繼入伙，八文樓將會面對更多人流。2014年第三季八幢八文樓全部完成大廈維修工程。
2022年6月底，有市民拍攝文苑樓低層住宅的單位外牆有明顯裂縫，鋼筋大多亦出現外露。街坊表示外牆裂開的情況已經有一段時間，因而避開到該處。而測量師視察後發現，一樓的樓板結構出問題，導致外牆向外移和一樓的簷篷下墜。屋宇署其後在大廈的底部加裝多支金屬支柱支撐，認為不會對樓宇整體結構造成影響和沒有明顯危險。署方指在2022年1月已經向單位業主發出命令，須委任認可人士勘測結構並進行修葺。如果業主未有理會，署方會考慮指示承建商到該單位進行工程，並向業主收回費用。

## 大廈名稱

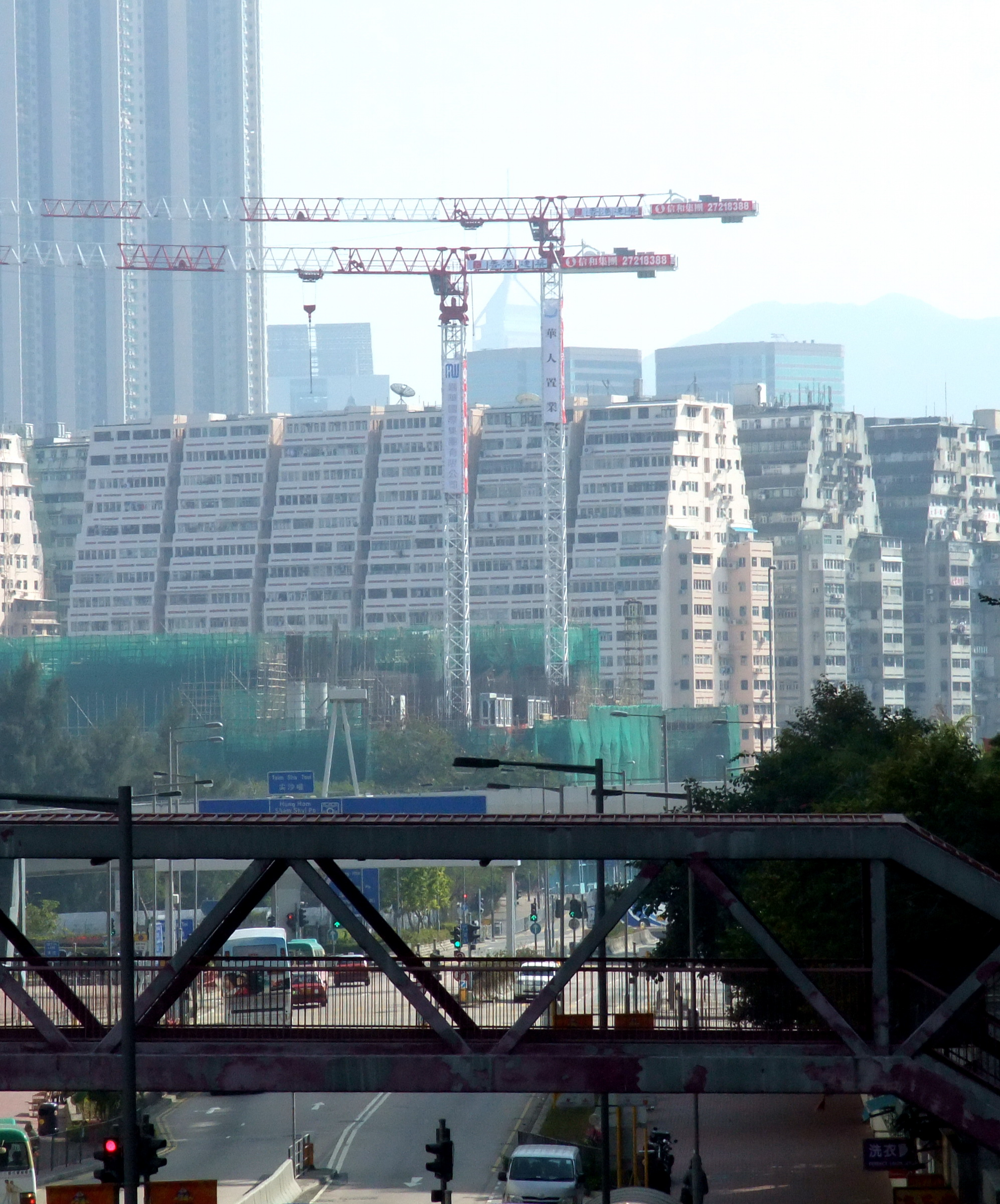
從海泓道向南眺望文華新村的文昌樓

文華新村分兩期發展，一期靠近渡船街四座樓宇首先於1964年及1965年落成，二期靠近海邊之四座樓宇則於填海工程完成後於1966年之1970年期間落成。
文華新村每座樓宇分為前座、中座及後座三小座，每小座各有兩個入口及設置獨立保安櫃位。

| 樓宇名稱                      | 層數 | 單位數量 | 入伙年份及月份 |
| ----------------------------- | ---- | -------- | -------------- |
| 文華樓（Man Wah Building）    | 18   | 418      | 1965年7月      |
| 文英樓（Man Ying Building）   | 18   | 409      | 1964年6月      |
| 文苑樓（Man Yuen Building）   | 18   | 410      | 1964年10月     |
| 文蔚樓（Man Wai Building）    | 18   | 408      | 1965年7月      |
| 文景樓（Man King Building）   | 18   | 419      | 1967年7月      |
| 文輝樓（Man Fai Building）    | 18   | 408      | 1966年11月     |
| 文耀樓（Man Yiu Building）    | 18   | 410      | 1969年1月      |
| 文昌樓（Man Cheong Building） | 18   | 405      | 1970年12月     |

## 村內街道
| - 文匯街 - 文英街 - 文苑街 | - 文蔚街 - 文昌街 - 文成街 |

## 曾居住之名人
- 成龍[8]
- 洪金寶[8]
- 周星馳[8]

## 外部連結
- 文昌樓簡介
- 八文樓文華新村地理圖